# Tommy Byrne (pilote automobile)
Pour les articles homonymes, voir Tommy Byrne et Byrne.
Pas d'image ? Cliquez ici
Tommy Byrne, de son vrai nom Thomas Byrne, né le 6 mai 1958 à Drogheda en Irlande, est un ancien pilote automobile irlandais.

## Biographie
Tommy Byrne se révèle en 1981 en remportant le Formula Ford Festival de Brands Hatch. L'année suivante, il domine le championnat de Grande-Bretagne de Formule 3, ce qui commence à attirer vers lui le regard de certaines équipes de Formule 1. C'est au sein de la modeste écurie Theodore Racing qu'il fait ses premiers pas en championnat du monde à l'occasion du Grand Prix d'Allemagne 1982 où il ne parvient pas à se qualifier. Il arrache sa place sur la grille de départ une semaine plus tard en Autriche mais abandonne à la mi-course sur sortie de route puis il manque sa qualification aux Grand Prix de Suisse et d'Italie avant de retrouver la grille à Las Vegas pour la dernière manche de la saison où il est à nouveau contraint à l'abandon sur sortie de piste. En parallèle, il décroche le titre en Formule 3 britannique mais ses cinq apparitions peu concluantes en Formule 1 l'empêcheront d'obtenir une deuxième chance dans la catégorie-reine.
Après un bref retour en Formule 3 en 1983, Tommy Byrne part aux États-Unis où il participe pendant plusieurs saisons au championnat American Racing Series, l'antichambre du CART. Malgré de nombreux succès et deux titres de vice-champion en 1988 et 1989, il ne parvient pas à obtenir un volant en CART. 
En 1992, il met un terme à sa carrière pour se reconvertir en tant que moniteur de pilotage dans l'Ohio.

## Résultats en championnat du monde de Formule 1
| Saison | Écurie               | Châssis | Moteur           | Pneus    | GP disputés | Points inscrits | Classement |
| ------ | -------------------- | ------- | ---------------- | -------- | ----------- | --------------- | ---------- |
| 1982   | Theodore Racing Team | TY02    | Ford-Cosworth V8 | Goodyear | 2           | 0               | Non classé |